# Караойський сільський округ (Балхаський район)
Карао́йський сільський округ (каз. Қараой ауылдық округі, рос. Караойский сельский округ) — адміністративна одиниця у складі Балхаського району Алматинської області Казахстану. Адміністративний центр — село Караой.
Населення — 2025 осіб (2021; 1998 у 2009, 1838 у 1999, 2840 у 1989).
Станом на 1989 рік існувала Караойська сільська рада (села Аралкум, Аркар, Караой).

## Склад
До складу округу входять такі населені пункти:
| Населений пункт | Стара назва | Населення, осіб (1989) | Населення, осіб (1999) | Населення, осіб (2009) | Населення, осіб (2021) |
| --------------- | ----------- | ---------------------- | ---------------------- | ---------------------- | ---------------------- |
| Аралкум, село   | -           | 311                    | 177                    | 57                     | 38                     |
| Аркар, село     | -           | 112                    | 88                     | 116                    | 54                     |
| Караой, село    | Карой       | 2417                   | 1573                   | 1825                   | 1933                   |